# Heinrich-Wilhelm Johannsmann
Heinrich-Wilhelm „Kaiser“ Johannsmann (* 23. Dezember 1951 in Ebbesloh; † 19. Mai 2023 ebenda) war ein deutscher Springreiter und Reitsporttrainer.

## Werdegang
Heinrich-Wilhelm Johannsmann wuchs auf dem Pferdezuchthof seiner Eltern auf. Im Alter von 12 Jahren begann er mit dem Reiten auf den Zuchtstuten seines Vaters. Später bekam er dann die Möglichkeit, beim Reitverein Steinhagen das Pferd des damaligen Vereinsvorsitzenden zu reiten. In diesen Jahren wurde auch sein Spitzname „Der Kaiser“ geprägt: sein erster Reitlehrer erklärte ihm, er solle „gerade“ wie ein Kaiser auf dem Pferd sitzen. Nach Abschluss seiner Schulzeit plante er eine Laufbahn als Berufsreiter, begann jedoch auf Wunsch seiner Eltern zunächst eine Lehre zum Sattler. Nach Abschluss dieser Lehre ging er im Jahr 1973 zu Lutz Goessing, den er bereits durch persönlichen Kontakt auf der heimatlichen Anlage kannte, und machte hier seine Bereiterlehre. Dieser unterstützte ihn auch während der Ablegung seines Wehrdienstes bei der Sportschule der Bundeswehr in Warendorf. Außerdem zählte auch Hans Günter Winkler zu seinen Ausbildern.
Im Jahr 1978 verließ er dem Stall Goessing und wechselte als Bereiter in das Gestüt Römersee von Gerhard Brenninkmeyer (damaliger Miteigentümer von C&A) in Heiden. Mit den ihm hier zur Verfügung gestellten Pferden Sarto und Chico begann der erste Teil seiner internationalen Turnierkarriere. Im selben Jahr nahm er mit der deutschen Mannschaft an den Weltmeisterschaften der Springreiter in Aachen teil, bei denen er mit der Mannschaft Rang fünf erreichte. Ein Jahr später folgte der größte Erfolg seiner Karriere, er gewann mit Sarto als Teil der deutschen Mannschaft Silber in der Mannschaftswertung der Europameisterschaften 1979 in Rotterdam. Im Jahr 1981 ging Johannsmann zurück in den Stall der Familie Goessing, sein Nachfolger im Gestüt Römersee wurde Thomas Frühmann.
Seine zweite Erfolgsphase im internationalen Sport begann 1997. In diesem Jahr bekam er drei Landbeschäler des Landgestütes Warendorf (Prosario, Potsdam und Gralshüter) in den Beritt. Ergänzend zu seiner Turnierkarriere war er von Mai 1998 bis in den April 2004 als Honorar-Trainer für das DOKR-Bundesleistungszentrum in Warendorf aktiv. Ab dem Jahr 2002 war er zusammen mit Rudolf Könemund und Lutz Gripshöver Gründungsmitglied des Teams Sabrina Illbruck, mit dem er auch an der Riders Tour-Teamwertung teilnahm.
Das Jahr 2005 war das letzte seiner aktiven Reiterkarriere, nach dem Sieg des Wiener Hallenderbys im Oktober 2005 verabschiedete er sich im Dezember beim Festhallenturnier Frankfurt (Main) vom Publikum und beendete seine Reiterlaufbahn. Nach seiner sportlichen Laufbahn war er als Trainer, unter anderem im Stall von Ludger Beerbaum aktiv.
Von 2011 bis 2013 war er als Equipechef für ukrainische Mannschaften bei Nationenpreisen tätig, hierbei wurde er ab April 2012 von Nobert Nuxoll unterstützt. Ab 2014 war er als Ausbilder für die deutschen Landesverbände tätig.

## Privates
Johannsmann hatte drei Brüder; das Unternehmen eines seiner Brüder gilt als führendes Pferdetransportunternehmen in Europa.
Heinrich-Wilhelm Johannsmann war seit 1977 verheiratet und lebte in seinem Geburtsort Ebbesloh. Sein Sohn war bis 2022 mit der deutsch-dänischen Dressurreiterin Nathalie Prinzessin zu Sayn-Wittgenstein-Berleburg verheiratet.

## Ehemalige Turnierpferde (Auswahl)
- Gralshüter (* 1990), brauner Hannoveraner Hengst, Markenzeichen: silber-graue Mähne, Vater: Gralsritter, Muttervater: Akzent II, bis Anfang 2007 in Eigentum des Landgestüts Warendorf, im Jahr 2007 von Marielle Magreiter geritten
- Prosario (* 1989), dunkelbrauner Westfalen-Hengst, Vater: Pinocchio, Muttervater: Pakt, bis Anfang 2007 in Eigentum des Landgestüts Warendorf, im Jahr 2007 von Marielle Magreiter geritten[11]
- Potsdam (* 1989; † 2009), Rheinischer Rapphengst, Vater: Polydor, Muttervater: Goldstern, Anfang 2009 verletzungsbedingt eingeschläfert[12][13]

## Erfolge
Neben den aufgeführten Erfolgen in internationalen Championaten wurde Johannsmann unter anderem Siebenter beim Weltcupfinale 1980. Zudem wurde er zum Beispiel Zweiter in den Großen Preisen von Hannover 1998, Frankfurt 1999, Wien 2000, Leipzig 2000, München 2001, Hickstead 2001, Wiesbaden 2002, Balve 2003 und Hachenburg 2004 sowie Sieger in den Großen Preisen von Nörten-Hardenberg 2002, Redefin 2002 und Paderborn 2003.
Zudem nahm er insgesamt 22 Mal an Nationenpreisen für Deutschland teil.